# 梅林信治
梅林 信治（うめばやし しんじ、1958年8月2日 - 2022年8月25日）は、日本の天文学者（天文学）。

## 概要
北九州市立高等学校の教諭、北九州市立児童文化科学館天文倶楽部講師、皿倉観望会講師、スペースLABO（北九州市科学館）の職員などを歴任した。

## 来歴

### 生い立ち
福岡県門司市(現在の北九州市)にて生まれ、福岡教育大学にて平井研究室に所属、大学卒業後は戸畑商業高校にて教職に就く傍ら、北九州市立児童文化科学館やその他民間ボランティアなどで講師、星空案内人の認定講師などを務め、晩年はスペースワールド跡地に建設された児童文化科学館の後身であるスペースLABOの職員として活動していた。

### 天文学の普及活動
大学を卒業後も平井正則と共に精力的に活動を行い、1995年より北九州市障害福祉ボランティア協会と共に字幕付きプラネタリウムの制作を開始、北九州市児童文化科学館において日本で2番目となる字幕付きプラネタリウムの投影を実現。その他にも北九州市における北九州皿倉山星空案内人の認定講師や光害防止への啓発活動、市民への天文学や地学の講師を担当するなど、天文学の普及に務めていた。
「JG6GTR Magazine」というWebサイトも運営しており、天文写真の掲載や光害についての解説、字幕付きプラネタリウムの解説や上映状況の公開など、インターネット上でも天文学の普及に努めていた。

## 略歴
- 1982年 - 福岡教育大学教育学部卒業
- 1995年 - 北九州市障害福祉ボランティア協会と共に字幕付きプラネタリウムについての活動を開始[9]
- 1998年9月 - 日本で2番目となる字幕付きプラネタリウム投影の実現
- 2006年 - 北九州市立児童文化科学館　講師に就任
- 2008年 - 北斗の水くみ写真展　審査員に就任[10]
- 2013年 - 星空の街・あおぞらの街全国大会において北九州市児童文化科学館天文クラブの講師として出席[11]｡
- 2014年 - 星空案内人の認定講師に就任[12]
- 2014年 - 星空の街・あおぞらの街全国大会 全国協議会会長賞｢すばる賞｣受賞[13]
- 2022年 - スペースLABO（北九州市科学館）の職員に就任

## 賞歴
- 2014年 - 星空の街・あおぞらの街全国大会 全国協議会会長賞｢すばる賞｣

## 業績
30年以上に渡り、子供や市民を対象とした天文講座や望遠鏡の使い方などの多数のボランティア講師を務め、「星空の美しさ､環境を守ることの大切さ」の啓発に取り組んだこと、字幕付きプラネタリウムの制作に準備段階から関わったことなど、社会教育や生涯学習活動に広く寄与しているとして星空の街・あおぞらの街全国大会 全国協議会会長賞「すばる賞」の受賞に至る。